# Чешка гора
Чешка гора (на чешки: Český les) или Горнопфалцка гора (на немски: Oberpfälzerwald) е планински масив, простиращ се от северазапад на югоизток на протежение около 90 km по границата между Чехия и Германия, като по-голямата му част е на германска територия.
Явява се западна „ограда“ на обширния Чешки масив. На югоизток ниска седловина (около 550 m) го отделя от планинския масив Шумава, на северозапад долината на река Одрава (от басейна на Елба) – от планинския масив Фихтел, а на североизток друга ниска седловина (около 600 m), в района на Марианске Лазне – от Карловарското възвишение. Изграден е предимно от гнайси, гранити и кристалинни шисти. Състои се от няколко успоредни хребета с плоски била, разделени от дълбоки долини. Западните му склонове, спускащи се към долината на река Наб (ляв приток наДунав) са къси и стръмни, а източните – дълги и полегати. Най-високите му върхове са: Черхов (1042 m) в най-южната и Дилен (940 m) в най-северната му част, а на германска територия – връх Зигналберг (890 m). Чешката гора се явява главен вододел между водосборните бадейни на Северно, респективно река Елба и Черно море – река Дунав. Към басейна на Елба принадлежат реките Одрава, Косови Поток, Мже, Радбуза и др., течащи на изток, а към басейна на Дунав – реките Валднаб, Прфаймд, Аша, Шварцах и др, течащи на запад. Масивът се отличава с наличието на голям брой ледникови езера и минерални извори. Големи пространства от него са заити от букови и смърчово-борови гори, планински пасища и торфища. Добива се дървен материал и се разработват кариери за добив на гранит.